# Musashi
För andra betydelser, se Musashi (olika betydelser).
Musashi var ett slagskepp av Yamato-klass som tillhörde den kejserliga japanska flottan. Hon var systerfartyg till Yamato och Shinano och var ett av de största slagskepp som någonsin byggts. Musashi sjösattes den 1 november 1940 och färdigställdes den 5 augusti 1942, samt togs i tjänst av flottan den 5 augusti samma år. Den 24 oktober 1944 sänktes hon av amerikanskt bombflyg under slaget vid Leytebukten. Cirka 1 000 man av den dåvarande besättningen på 2 400 man omkom i förlisningen.